# 斑管巢蛛
斑管巢蛛（学名：Clubiona deletrix），又名斑袋蛛，为管巢蛛科管巢蛛属的动物。分布于日本、印度以及中国大陆的甘肃、广东、四川、贵州、湖南、湖北、浙江、福建、安徽、山东、新疆等地，主要生活于多种农田以及桔园。该物种的模式产地在甘肃。